# Réserve écologique Claude-Mélançon
La réserve écologique Claude-Mélançon est située à Saint-Philémon, au niveau du mont Saint-Magloire, dans la municipalité régionale de comté (MRC) de Bellechasse, dans la région administrative de Chaudière-Appalaches, au Québec, Canada.
La réserve protège un écosystème représentatif des Hautes-Appalaches et des collines de Mégantic, Lac Etchemin et Saint-Michel-du-Squatec.

## Toponymie
Le nom de la réserve rend hommage à Claude Mélançon (1895-1973), naturaliste qui a œuvré dans la vulgarisation scientifique. Mélançon a été très prolifique en tant que naturaliste, conférencier et auteur (romancier et journaliste). Il était très actif dans tous les milieux intéressés par les sciences naturelles. Ses principaux ouvrages, plusieurs fois réédités, sont intitulés : Par terre et par eau, Inconnus et méconnus (sur les amphibiens et reptiles), Nos animaux chez eux (portant sur les mammifères); Charmants voisins (portant sur les oiseaux) et Les poissons de nos eaux.

## Géographie
Cette réserve est située à environ 60 km au sud-est de Québec, entre le mont Saint-Magloire (le point culminant du massif) et le ruisseau du Milieu. Le territoire de la réserve fait partie d'un complexe de montagnes, de forme arrondie et dont l'altitude varie entre 450 m et quelque 950 mètres ( Unité «  » inconnue du modèle {{Conversion}}.). Le substratum rocheux est composé de schistes sur lesquels reposent des tills, dont l'épaisseur varie en fonction de la position topographique.

## Végétation
Sous l'effet du climat local, la végétation varie progressivement par étapes au fur et à mesure qu'elle monte en altitude : d'abord l'érable à sucre-bouleau jaune, le bouleau jaune-bouleau à sapin, le sapin baumier à bouleau blanc et enfin le sapin baumier.

## Faune
Les ornithologues ont identifié 25 espèces d'oiseaux nicheurs en particulier. La faune est variée dans la région, y compris l'orignal, le cerf de Virginie, le castor, le lièvre, le pêcheur, le lynx roux, le renard, le coyote, l'ours noir, la martre d'Amérique, l'hermine, la loutre de rivière, le vison d'Amérique, l'écureuil, le campagnol et la musaraigne.